# از هرکس به اندازه توانایی‌اش، به هرکس به اندازه نیازش

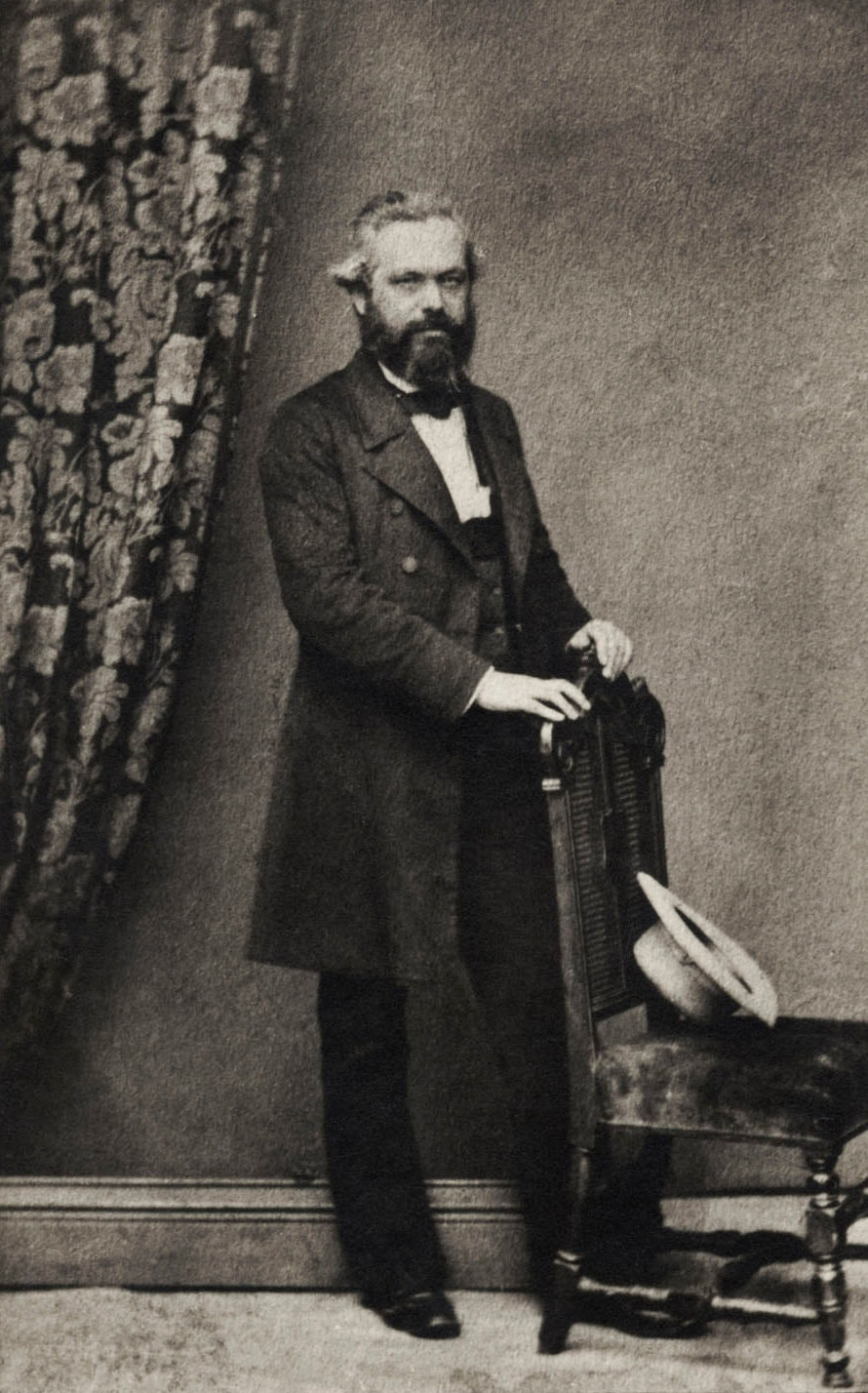
کارل مارکس، می, 1861.

«از هرکس به اندازه توانایی‌اش، به هرکس به اندازه نیازش» (آلمانی: Jeder nach seinen Fähigkeiten, jedem nach seinen Bedürfnissen) یک شعار سوسیالیستی است کارل مارکس در نقد برنامه گوتا آن را به کار برده‌است، هر چند این شعار پیش از او نیز به کار می‌رفت. از هرکس به اندازه توانایی‌اش، به هرکس به اندازه نیازش بدان معناست که در یک جامعه کمونیستی شخص به اندازه توانایی‌اش کار خواهد کرد و به اندازه نیازی که دارد از منابع جامعه سهم خواهد برد.
این شعار به اشکال گوناگون قرن‌ها قبل از کارل مارکس نیز به کار می‌رفت.